# William Cornwallis Harris
Pour les articles homonymes, voir William Harris et Harris.
William Cornwallis Harris, baptisé le 2 avril 1807 à Wittersham dans le Kent et mort le 9 octobre 1848 à Sarwar (en) (Inde), est un ingénieur, officier et explorateur britannique.

## Biographie
William Cornwallis Harris est baptisé le 2 avril 1807 à Wittersham.
Après avoir servi comme officier du génie en Inde où il est attaché au corps des ingénieurs (1823), il est promu capitaine en 1824 et part à la colonie du Cap pour y rétablir sa santé. Il y entreprend alors, avec Richard Williamson, une lointaine excursion de chasse, en particulier à l’éléphant, au cours de laquelle il recueille des observations qu'il consigne dans son livre : Narative of an Expedition in South Africa, publié à Bombay en 1838 et, en 1841 à Londres, sous le titre de Wild Sports in South Africa. 
De 1841 à 1843, il est diplomate en Éthiopie. Major (1843), on lui doit aussi :
- Portaits of the Game Animals of Southern Africa, drawn from life (1840, in-fol.)
- The Highlands of Ethiopia, relation d'une mission au royaume de Choa (1844)[2].

Il meurt le 9 octobre 1848 à Sarwar (en) près de Poona.
Jules Verne le mentionne au chapitre XVI de son roman Aventures de trois Russes et de trois Anglais dans l'Afrique australe.